# آقای آبی الکتریکی
«آقای آبی الکتریکی» (انگلیسی: Mr Electric Blue) ترانه‌ای از خوانندهٔ آمریکایی، بنسون بون است که در دومین آلبوم استودیویی او با نام قلب آمریکایی (۲۰۲۵) قرار دارد. این ترانه را بون همراه با جک لافرنتس و اوان بلر، تهیه‌کنندهٔ قطعه، نوشته است. این ترانهٔ راک با سبکی مشابه آثار گروه الکتریک لایت ارکسترا، ادای احترامی به پدر بون است. «آقای آبی الکتریکی» به عنوان دومین قطعهٔ آلبوم در ۲۰ ژوئن ۲۰۲۵ توسط نایت استریت و وارنر رکوردز منتشر شد. موزیک ویدئوی آن نیز به کارگردانی مت ایستین در همان روز منتشر شد. این موزیک ویدئو به انتقادات عمومی از بون، از جمله اتهامات مربوط به وان‌هیت واندر (اصطلاحی که به هنرمندانی اطلاق می‌شود که تنها یک اثر موفق داشته‌اند) و ساختگی بودن در صنعت موسیقی، می‌پردازد.

## انتشار و آهنگسازی
نایت استریت و وارنر رکوردز در ۲۰ ژوئن ۲۰۲۵ آلبوم قلب آمریکایی را به‌عنوان دومین آلبوم استودیویی بنسون بون منتشر کردند. «آقای آبی الکتریکی» دومین قطعهٔ این آلبوم است. بون این ترانه را با همکاری جک لافرنتس و اوان بلر نوشت. بلر علاوه بر تهیه‌کنندگی و مهندسی صدا، نوازندگی چندین ساز از جمله گیتار باس، گیتار الکتریک، کیبورد و درامز را نیز بر عهده داشته است. عملیات مسترینگ توسط دیل بکر انجام شد و کیتی هاروی و نوا مک‌کورکل به‌عنوان دستیار با او همکاری داشتند. وظیفهٔ میکس ترانه نیز برعهدهٔ الکس غنیه بود. مدت زمان این قطعه سه دقیقه و ده ثانیه است. جیسون پی. فرانک از والچر، در توصیف این ترانه آن را «آهنگی راک در روایت سوم‌شخص دربارهٔ آدم‌های باحال» نامیده و آن را با ترانه‌هایی چون «Bennie and the Jets» از التون جان (۱۹۷۴)، «زیگی استارداست» از دیوید بویی (۱۹۷۲) و «جادوگر پین‌بال» از گروه د هو (۱۹۶۹) مقایسه کرده است. در متن ترانه، بون احساس تحسین و احترام خود به پدرش را ابراز می‌کند و او را همچون قهرمانی می‌ستاید: «یه آمریکایی خوب و سخت‌کوش / ولی اون کسی نیست که بخوای باهاش دربیفتی». برخی نشریه‌های موسیقی، سبک این ترانه را به آثار گروه انگلیسی الکتریک لایت ارکسترا شبیه دانسته‌اند.